# Julius : Dialogue entre Saint Pierre et le pape Jules II à la porte du paradis
Julius : Dialogue entre Saint Pierre et le Pape Jules II à la porte du paradis est un texte satirique latin écrit vers 1513 soit par Érasme, soit par Fausto Andrelini, soit par Ulrich de Hutten. Il est inspiré du texte de l'Antiquité les Dialogues des morts de Lucien de Samosate. En 1875, Edmond Thion établit une nouvelle traduction française,.

## Argument
À sa mort, le pape Jules II, qui est accompagné d'un génie, se retrouve devant les portes du paradis qui lui sont fermées par Saint Pierre. Ce dernier lui reproche d'avoir mené une vie terrestre peu conforme à sa mission apostolique. Commence alors une joute oratoire entre les deux sur les actions que mena le défunt souverain pontife.

## Personnages
- Jules II
- Saint Pierre
- Génie

## Analyse
Bien que le texte se moque du pape terrible, il aborde des questions importantes concernant entre autres la continuité dynastique de la papauté sans rupture directe entre les successeurs du Vicaire du Christ. Le retentissement de ce pamphlet aussi ironique qu'instructif fut considérable au point de connaître plusieurs impressions dans les années suivantes tant par les détracteurs de Jules II que ses admirateurs qui voyaient tout dedans : le résumé de sa vie faite de guerres, de duplicités, de gigantesques travaux, d'exactions en tous genres, qu'elles soient vraies ou imaginaires.    
En 1517, le texte est détourné par Andrea Guarna qui écrit un dialogue ayant lieu à la porte du paradis entre Saint-Pierre, Bramante et un avocat romain à propos des sommes d'argent dues pour les constructions voulues par Jules II.